# Years & Years
Years & Years is een Britse synthpopband.

## Biografie
Years & Years ontstond in 2010. De Brit Emre Türkmen en de kort daarvoor uit Australië geëmigreerde Michael Goldsworthy zochten beiden naar bandleden. Hun smaak stemde overeen en het contact werd snel gelegd. Toen Goldsworthy Olly Alexander toevallig hoorde zingen, werd Alexander als zanger geworven. Later volgden ook Noel Leeman en Olivier Subria, maar zij bleven slechts kort bij de band. In 2012 brachten ze hun debuutsingle I wish I knew uit. Vanaf 2014 boekten ze internationaal succes, onder meer met de singles Real, Desire en King. De groep werkte ook mee aan de single Sunlight van The Magician in 2014.
Het debuutalbum van Years & Years, Communion, werd uitgebracht in 2015 en was in verschillende landen een groot succes. In 2018 volgde het tweede studioalbum Palo Santo.
De single Starstruck, uitgebracht in 2021, is het eerste soloproject van Olly Alexander.

## Discografie

### Albums
| Album met eventuele hitnotering(en) in de Nederlandse Album Top 100 | Datum van verschijnen | Datum van binnenkomst | Hoogste positie | Aantal weken | Opmerkingen |
| ------------------------------------------------------------------- | --------------------- | --------------------- | --------------- | ------------ | ----------- |
| Communion                                                           | 10-07-2015            | 18-07-2015            | 5               | 40           |             |
| Palo Santo                                                          | 06-07-2018            | 14-07-2018            | 14              | 4            |             |

| Album met hitnotering(en) in de Vlaamse Ultratop 200 albums | Datum van verschijnen | Datum van binnenkomst | Hoogste positie | Aantal weken | Opmerkingen |
| ----------------------------------------------------------- | --------------------- | --------------------- | --------------- | ------------ | ----------- |
| Communion                                                   | 2015                  | 18-07-2015            | 2               | 58           |             |
| Palo Santo                                                  | 2018                  | 14-07-2018            | 6               | 33           |             |

### Singles
| Single met eventuele hitnotering(en) in de Nederlandse Top 40 | Datum van verschijnen | Datum van binnenkomst | Hoogste positie | Aantal weken | Opmerkingen                                    |
| ------------------------------------------------------------- | --------------------- | --------------------- | --------------- | ------------ | ---------------------------------------------- |
| Sunlight                                                      | 2014                  | 18-10-2014            | 22              | 15           | met The Magician / Nr. 37 in de Single Top 100 |
| King                                                          | 2015                  | 07-02-2015            | 3               | 29           | Nr. 5 in de Single Top 100                     |
| Shine                                                         | 2015                  | 18-07-2015            | tip9            | -            | Nr. 77 in de Single Top 100                    |
| Desire                                                        | 2014                  | 05-09-2015            | 22              | 18           | Nr. 32 in de Single Top 100 / Alarmschijf      |
| Worship                                                       | 2016                  | 12-03-2016            | tip12           | -            |                                                |
| Meteorite                                                     | 2016                  | 24-09-2016            | tip20           | -            |                                                |
| Sanctify                                                      | 2018                  | 17-03-2018            | tip13           | -            |                                                |
| If You're Over Me                                             | 2018                  | 19-05-2018            | tip16           | -            |                                                |
| Play                                                          | 2018                  | 08-12-2018            | tip18           | -            | met Jax Jones                                  |
| Starstruck                                                    | 2021                  | 23-04-2021            | tip8            | 5            |                                                |

| Single met hitnotering(en) in de Vlaamse Ultratop 50 | Datum van verschijnen | Datum van binnenkomst | Hoogste positie | Aantal weken | Opmerkingen          |
| ---------------------------------------------------- | --------------------- | --------------------- | --------------- | ------------ | -------------------- |
| Sunlight                                             | 2014                  | 02-08-2014            | 7               | 16           | met The Magician     |
| Take Shelter                                         | 2014                  | 16-08-2014            | tip3            | -            |                      |
| Desire                                               | 2014                  | 29-11-2014            | tip7            | -            |                      |
| King                                                 | 2014                  | 07-02-2015            | 11              | 20           |                      |
| Worship                                              | 2015                  | 25-04-2015            | tip22           | -            |                      |
| Shine                                                | 2015                  | 04-07-2015            | 18              | 13           |                      |
| Eyes Shut                                            | 2015                  | 10-10-2015            | tip3            | -            |                      |
| Desire                                               | 2016                  | 02-04-2016            | 22              | 8            | met Tove Lo          |
| Meteorite                                            | 2016                  | 24-09-2016            | tip17           | -            |                      |
| Sanctify                                             | 2018                  | 24-03-2018            | 47              | 1            |                      |
| If You're Over Me                                    | 2018                  | 21-07-2018            | 50              | 1            |                      |
| All for You                                          | 2018                  | 29-09-2018            | tip29           | -            |                      |
| Play                                                 | 2018                  | 08-12-2018            | tip13           | -            | met Jax Jones        |
| Dreamland                                            | 2019                  | 21-09-2019            | tip             | -            | met de Pet Shop Boys |
| Starstruck                                           | 2021                  | 17-04-2021            | tip30           | -            |                      |
| It's a Sin                                           | 2021                  | 22-05-2021            | tip             | -            | met Elton John       |